# Переволоцьке родовище вапняків
Переволо́цьке родо́вище вапнякі́в — скупчення корисних копалин. Розташоване на схилі долини річки Стрипа, на південній околиці села Переволока Бучацького району Тернопільської області, за 6 км на північ від міста Бучач. 
Розвідав інститут «Укрколгосппроект» (1977–1979).
Корисна копалина — пісковик кварцовий (середня потужність 14,2 м), придатний для виробництва бутового каменю, виготовлення щебеню і як заповнювач тяжкого бетону. 
Запаси вапняків за промисловими категоріями — понад 900 тис. м³. Родовище не розробляють.